# Воля-Жулкевська
Воля-Жулкевська (пол. Wola Żółkiewska) — село в Польщі, у гміні Жулкевка Красноставського повіту Люблінського воєводства.
Населення — 160 осіб (2011).
У 1975-1998 роках село належало до Замойського воєводства.

## Демографія
Демографічна структура станом на 31 березня 2011 року:
|          | Загалом | Допрацездатний вік | Працездатний вік | Постпрацездатний вік |
| -------- | ------- | ------------------ | ---------------- | -------------------- |
| Чоловіки | 82      | 15                 | 62               | 5                    |
| Жінки    | 78      | 13                 | 52               | 13                   |
| Разом    | 160     | 28                 | 114              | 18                   |